# Independiente (Ricardo Arjona)
Independiente è il tredicesimo album prodotto in studio dal cantautore guatemalteco Ricardo Arjona, pubblicato nel 2011. La data di lancio fu il 4 ottobre del 2011 e include 14 canzoni. Questo disco fu il primo pubblicato dalla casa discografica "Metamorfosis", creata dal cantante dopo la sua separazione dalla Warner Music.

## Tracce
1. Lo Que Está Bien Está Mal
2. Hay Amores
3. A La Medida
4. El Amor
5. Lo Mejor De Lo Peor
6. Mi Novia Se Me Está Poniendo Vieja
7. Te Juro
8. Fuiste Tu (Con Gaby Moreno)
9. Te Quiero
10. Si Tu No Existieras
11. Reconciliacion
12. Se Fue
13. Caudillo
14. Mi Novia Se Me Está Poniendo Vieja (Acoustic)
15. Mojado (Versión Inédita)